# Michael Commons
Michael Lamport Commons, född 1939 i Hollywood, Los Angeles, är en amerikansk vetenskapsman.
Han har en kandidatexamen i matematik och en doktorsgrad i psykologi. Commons är mest känd för att ha utvecklat Modellen för hierarkisk komplexitet, vilken han jobbat med i en eller annan form sedan 1978. År 2014 skrev han två vetenskapliga artiklar tillsammans med bland andra svensken Kristian Stålne. Commons arbetar numera vid Harvard Medical School.

## Publicerade artiklar
- The Meta-Cross-Paradigmatic Order and Stage 16 - Commons (Okt. 2016)
- The interaction between stage and value - Commons (Apr. 2015)
- The stage of development of a species predicts the number of neurons - Harrigan & Commons (Dec. 2014)
- Relationship among measures within the social and moral development domain - Li, Commons, Mille, Robbinet, Marchand, Ost & Ross (Sep. 2014)
- Does the Model of Hierarchical Complexity Produce Significant Gaps between Orders and Are the Orders Equally Spaced? - Commons, Li, Richardson, Gane-McCalla, Barker & Tuladhar (Sep. 2014)
- Toward defining order 16 and describing its performance for the model of hierarchical complexity - Ross, Commons, Li, Stålne & Barker (Sep. 2014)
- Hierarchical complexity in physics - Stålne, Commons & Li (Sep. 2014)
- Genetic Engineering and the Speciation of Superions from Humans - Haley, Commons & Commons (Jul. 2008)
- Introduction to the Model of Hierarchical Complexity and its relationship to postformal action - Commons (Jul. 2008)
- Introduction to the Model of Hierarchical Complexity - Commons (Jan. 2007)
- Measuring an Approximate g in Animals and People - Commons (Dec. 2006)
- A quantitative behavioral model of developmental stage based upon the model of hierarchical complexity - Commons & Miller (Jan. 2001)
- Hierarchical Complexity of Tasks Shows the Existence of Developmental Stages - Commons, Trudeau, Stein, Richards & Krause (Sep. 1998)
- Society and the Highest Stages of Moral Development - Sonner & Commons (Jan. 1994)